# Ambulyx tenimberi
Ambulyx tenimberi är en fjärilsart som beskrevs av Clark 1929. Ambulyx tenimberi ingår i släktet Ambulyx och familjen svärmare. Inga underarter finns listade i Catalogue of Life.